# Période Kaizuka

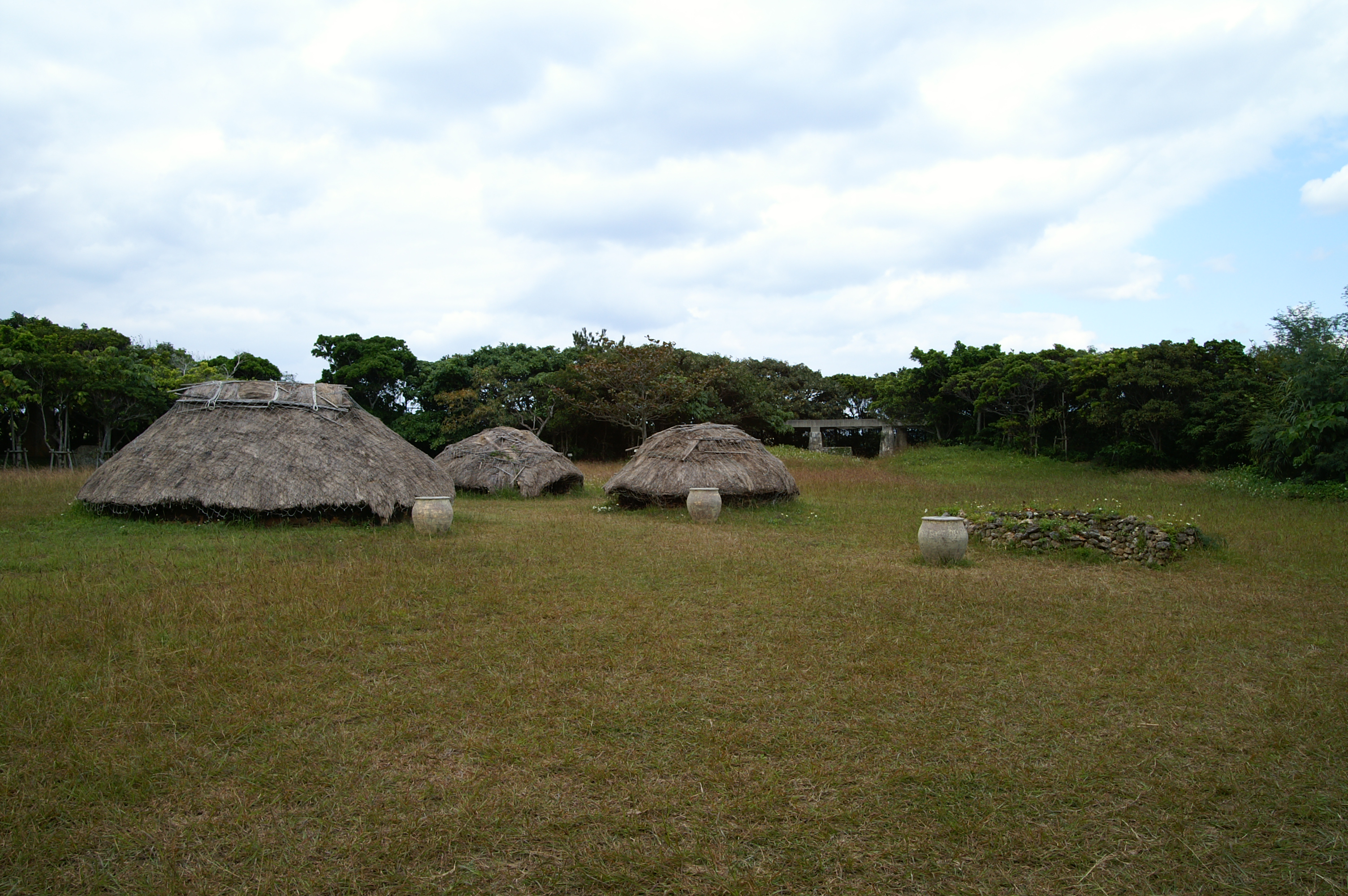
Site de Nakabaru

La période Kaizuka (貝塚時代, Kaizuka jidai), qui signifie littéralement la « période des amas coquilliers », est une des périodes de la préhistoire de l’archipel Okinawa et des îles Amami. Elle est définie comme la période de la préhistoire des îles Amami et Okinawa pendant laquelle les populations utilisent de la poterie. Elle dure de 8000 av. J.-C. jusqu’au XIe ou XIIe siècle apr. J.-C. La culture qui se développe pendant cette période est appelée la culture Kaizuka (貝塚文化, Kaizuka bunka). Elle est divisée en Kaizuka Ancien et Kaizuka Récent, la différence résidant dans un glissement de l’emplacement des habitats et le développement d’un commerce avec les cultures voisines, du Japon d’abord, puis de la Chine et de la Corée.

L’économie est essentiellement basée sur la collecte, la pêche et la chasse, les principales ressources exploitées étant les fruits à écale, les poissons et les coquillages. Les habitats sont de taille limitée, avec l’apparition de villages pérennes vers la fin du Kaizuka Ancien. La culture matérielle est dominée par une importante production de vaisselle en céramique et du mobilier en os et en coquillage très caractéristique.
À partir du XIIe siècle, la culture Kaizuka est suivie par la culture Gusuku, la première culture agricole de l’archipel Ryūkyū.
Dans l’archipel Sakishima, la partie la plus au sud des îles Ryūkyū, la période contemporaine de la période Kaizuka est appelée la « période préhistorique de Sakishima ». Les îles Amami, la partie la plus au nord des îles Ryūkyū, montrent au départ de fortes relations culturelles avec la culture Kaizuka, avant de se rapprocher de la sphère culturelle japonaise.

## Divisions

### Divisions
Les chronologies de la période Kaizuka ont commencé à être développées vers les années 1950. Le terme de « période Kaizuka » a été créé en 1978 par la Société Archéologique d’Okinawa.
Plusieurs chronologies et terminologies sont actuellement en usage, qui utilisent le terme de « période Kaizuka » ou la terminologie japonaise,.
Chronologie Tawada / Chronologie actuelle
La « chronologie actuelle » est basée sur celle établie par Shinjun Tawada entre les années 1950 et 1980.
La période est nommée « période Kaizuka » et est divisée en Kaizuka Initial, Kaizuka Ancien, Kaizuka Moyen et Kaizuka Récent. Le Kaizuka Initial est lui-même divisé en trois phases : Phase Ancienne, Phase Moyenne et Phase Récente.
Le Kaizuka Initial commence avant 8000 av. J.-C. et dure jusqu’à 2200 av. J.-C., le Kaizuka Ancien dure de 2200 av. J.-C. à 1200 av. J.-C., le Kaizuka Moyen de 1200 av. J.-C. à 300 av. J.-C. et le Kaizuka Récent de 300 av. J.-C. aux XIe – XIIe siècles.
Chronologie Takamiya

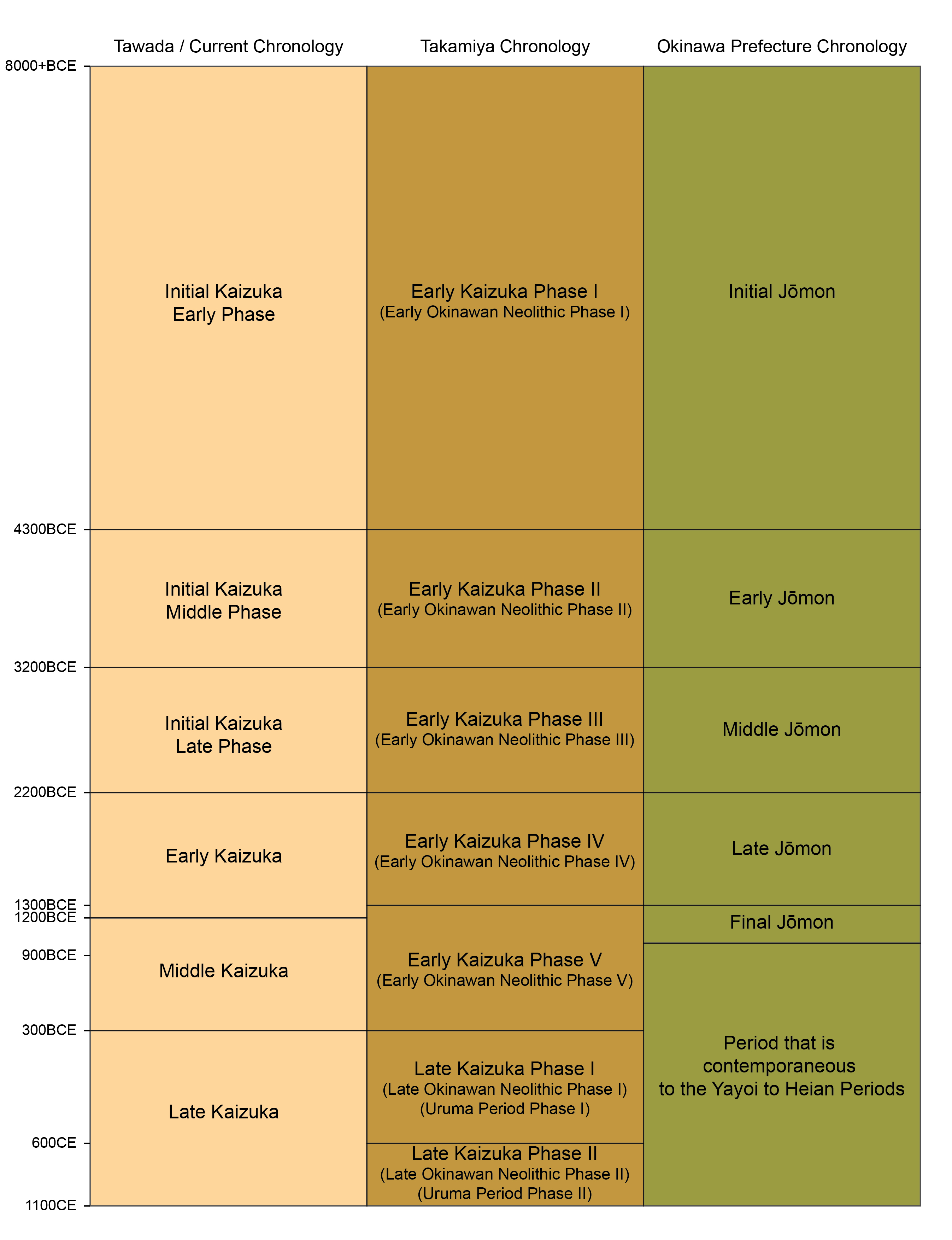
Chronologies de la période Kaizuka

Cette chronologie, établie par Hiroe Takamiya entre les années 1960 et 1980 est très utilisée par les chercheurs d’Okinawa. Le terme « période néolithique d’Okinawa » est parfois substitué à « période Kaizuka ». La période est divisée en Kaizuka Ancien et Kaizuka Récent. Le Kaizuka Récent peut être également appelé « période Uruma ». Le Kaizuka Ancien est divisé en Phases I à V. Le Kaizuka Récent était initialement divisé en quatre phases, mais dans les articles récents il est plutôt divisé en deux phases seulement (Phases I et II).
Le Kaizuka Ancien Phase I  commence avant 8000 av. J.-C. et dure jusqu’à 4300 av. J.-C., la Phase II dure de 4300 av. J.-C. à 3200 av. J.-C., la Phase III de 3200 av. J.-C. à 2200 av. J.-C., la Phase IV de 2200 av. J.-C. à 1300 av. J.-C., la Phase V de 1300 av. J.-C. à 300 av. J.-C. Le Kaizuka Récent Phase I dure de 300 av. J.-C. à 600 apr. J.-C., la Phase II de 600 apr. J.-C. à 1100 apr. J.-C..
Chronologie de la préfecture d’Okinawa
Cette chronologie a été établie par le Comité Éditorial de l’Histoire de la Préfecture d’Okinawa en 2003. Elle est basée sur les divisions établies par Takamiya, mais utilise une terminologie japonaise, nommant le Kaizuka Ancien la « période  Jōmon » et le Kaizuka Récent la « période qui est contemporaine des périodes Yayoi à Heian » (弥生～平安並行時代). Elle est essentiellement utilisée dans les publications du Centre Archéologique Préfectoral et du Musée Préfectoral.

### Relations entre la culture Kaizuka d’Okinawa / Amami et la culture Jōmon du Japon
Il y a au moins trois points de vue concernant les relations entre la culture Kaizuka d’Okinawa / Amami et la culture Jōmon du Japon.
La culture Kaizuka est une subculture de la culture Jōmon japonaise, et les divisions japonaises de la période Jōmon devraient être utilisées.
Ce point de vue a été défendu dans le passé par, inter alia, Hiroe Takamiya et Isamu Chinen. Lors des premières découvertes de poterie préhistorique sur l’île d’Okinawa (Matsumura en 1920, Tawada en 1956), la poterie de la période Kaizuka a été identifiée comme de la poterie jōmon. Takamiya a soutenu que les deux cultures étaient identiques au moins jusqu’à la phase de la poterie de type Sobata, puis différaient graduellement du Jōmon Ancien au Jōmon Moyen, pour aboutir à la création d’une culture originale dans l’archipel Ryūkyū. Chinen soutenait que non seulement la poterie était similaire, mais également les outils lithiques et le mobilier en os. Il pensait que les autres archéologues insistaient trop sur les différences (absence de marques de cordes sur la vaisselle en céramique, absence des statuettes rituelles dogū, absence des sceptres rituels en pierre, absence de silos) au lieu de se concentrer sur les similarités.
La culture Kaizuka et la culture Jōmon sont des cultures distinctes, point de vue se concentrant sur les différences entre les deux cultures.
Ce point de vue est défendu par, inter alia, Shiichi Tōma, Michio Okamura, Naoko Kinoshita ou Kensaku Hayashi.
Les trois premiers insistent sur les différences dans la culture spirituelle, avec l’absence des statuettes rituelles dogū ou des sceptres rituels en pierre sur les sites de la culture Kaizuka, le fait que ce qui est considéré comme des traits culturels jōmon dans la culture Kaizuka, comme les habitations semi-enterrées, les tombes avec les membres repliés pour les humains ou les chiens, ou l’incendie des habitations sont en fait des traits trouvés dans de nombreuses cultures de l’Asie du nord-est, alors que les éléments que l’on trouve uniquement dans la culture Jōmon sont absents et le fait que les éléments de parure (bracelets, pendentifs, perles, dents de requin, boucles d’oreilles, objets en forme de papillons) sont complètement différents dans les deux cultures. Hayashi insiste sur les différences dans le mode de vie, avec les populations de la culture Jōmon qui creusent habituellement des silos pour conserver la nourriture, ce qui est un trait pratiquement absent dans la culture Kaizuka.
La poterie kaizuka est de la poterie jōmon mais la culture Kaizuka n’est pas la culture Jōmon, un point de vue qui accepte à la fois les similarités et les différences des deux cultures.
Ce point de vue est principalement défendu par Shinji Itō.
Il avance que malgré le fait que certaines particularités peuvent être observées dans les formes, la poterie de la partie nord de l’archipel Ryūkyū pendant la période Jōmon devrait être appelée de la « poterie jōmon ryūkyūane », qu’il y a, au moins pour la poterie, une frontière qui est apparente entre les îles Tokara et les îles Kumage et que la culture Kaizuka est née de la conjonction de trois conditions naturelles (l’existence d’une forêt subtropicale, l’existence de récifs de corail qui permettent d’obtenir des ressources marines stables, et un environnement favorable aux sangliers).

## Introduction
Il y a de nombreux sites de la période paléolithique dans les archipels Okinawa et Sakishima qui ont fourni des ossements humains fossiles. On observe ensuite un inter regnum sans site archéologique retrouvé, de 10000 av. J.-C. à 8000 av. J.-C. dans l’archipel Okinawa et de 18000 av. J.-C. à 5000 av. J.-C. dans l’archipel Sakishima. Il n’est pas attesté que les populations de la culture Shimotabaru dans l’archipel Sakishima ou celles de la culture Kaizuka dans les archipels Okinawa / Amami soient des descendantes des populations paléolithiques précédentes.

## Kaizuka Ancien
Comme la période Kaizuka est définie comme la période de la préhistoire avec de la céramique, sa limite haute est régulièrement repoussée avec les découvertes successives de poterie de plus en plus ancienne. Elle est actuellement placée aux alentours de 8000 av. J.-C.
Les composants fondamentaux de la culture Kaizuka apparaissent principalement pendant le Kaizuka Ancien Phase III, qui est considéré comme une étape essentielle pour le développement de la culture, quand les récifs coralliens parviennent à maturité.

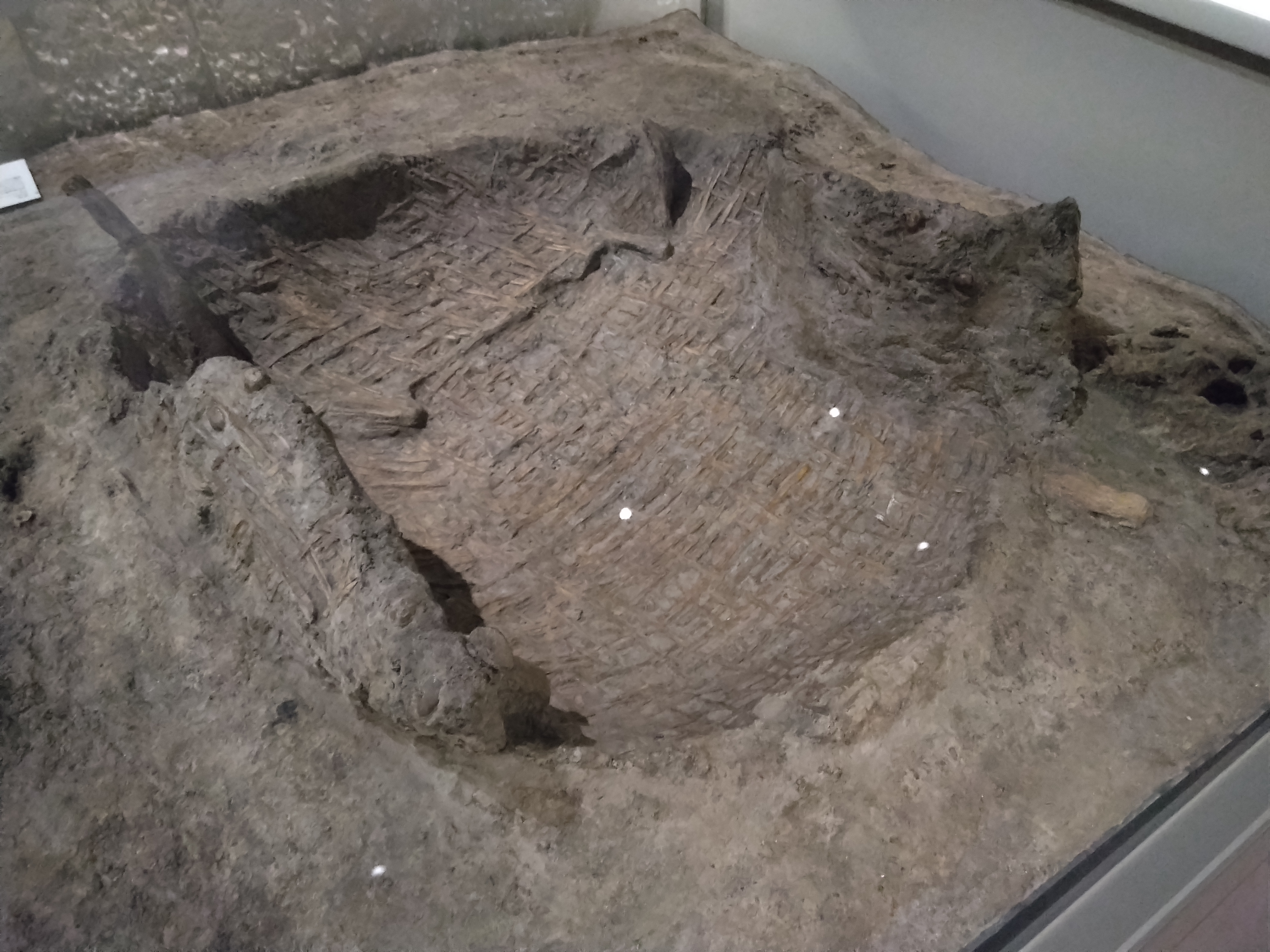
Panier en bambou du Kaizuka Ancien trouvé à Ireibaru

### Économie de subsistance
Des ressources végétales très diverses sont utilisées dès le début du Kaizuka Ancien : plus de trente types de restes végétaux différents ont été identifiés sur le site de Aragusuku-shichabaru 2  (Ginowan - Chatan), datés du Kaizuka Ancien Phase I, plus de soixante types sur le site de Ireibaru (Chatan) datés de la Phase II ou sur le site de Mēbaru (Ginoza) pour la Phase IV.
L’exploitation des fruits à écale est documentée dès le Kaizuka Ancien Phase I sur Amami (site de Hangō, 11400-11200 cal. av. J.-C.) et la Phase II sur Okinawa (site de Ireibaru), et perdure sur toute la période, avec une collecte extensive des fruits du pseudo-châtaignier ou du chêne d’Okinawa. À Ireibaru (Phase II) et Mēbaru (Phase III), les glands ont été trouvés dans les paniers en bambou placés dans l’eau pour les débarrasser du tanin et les rendre comestibles,. Les sites où les écofacts sont conservés sont rares, mais la présence extensive de percuteurs, enclumes et meules, liés à la préparation des fruits à écale, sur les sites pendant toute la période suggère l’importance relative des fruits à écale dans le régime alimentaire. Les outils suggèrent que les fruits étaient d’abord ouverts par percussion avant d’être réduits en farine.
Au début du Kaizuka Ancien, pendant la Phase I, les protéines sont essentiellement acquises par la chasse de sangliers. Les arcs et flèches sont introduits sur l’archipel, probablement depuis le Japon jōmon. On a également trouvé des fosses-pièges (arrangées en ligne sur le site de Futenma Kushibaru 2, Kaizuka Ancien Phase IV). 

Cependant, vers 6000 avant le présent, alors que les récifs de corail commencent à se développer, l’économie glisse vers une dépendance aux ressources marines : le pourcentage des sangliers dans le régime alimentaire décroît constamment pendant la Phase II et reste très bas comparé aux ressources marines pour le reste de la période Kaizuka (y compris le Kaizuka Récent). 

Pendant les Phases I et II, les récifs coralliens ne sont pas encore très développés et les ressources sont rares. À partir de la Phase II, les ressources marines retrouvées sur les sites archéologiques augmentent de manière importante et leur variété (dugongs, tortues marines, poissons de récifs, coquillages…) montre que la partie peu profonde des récifs coralliens (inō), facilement accessible à marée basse, est très exploitée. L’apparition d’artefacts interprétés comme des poids de filets de pêche pendant la Phase III suggère le développement des techniques de pêche.

### Habitats
Les sites les plus anciens du Kaizuka Ancien sont essentiellement trouvés dans des grottes et sur les dunes de sable près des côtes (par exemple la grotte de Yabuchi, le groupe d’amas coquilliers de Noguni). Pendant le Kaizuka Ancien Phase IV, les sites se concentrent plutôt plus à l’intérieur des terres, dans les zones plus élevées, et au Kaizuka Ancien Phase V, les sites présentent des concentrations d’habitations semi-enterrées regroupées en villages. À la toute fin de la période, les sites commencent à se relocaliser vers les dunes de sable le long de la côte, qui seront leur emplacement de prédilection pendant le Kaizuka Récent.
La plupart des habitats présentent une combinaison d’habitations de petite taille (2x2 mètres ou 3x3 mètres) et de grande taille (5x5 mètres), généralement quadrangulaires avec les angles arrondis (il existe également des habitations circulaires). Bien que la plupart des habitations identifiés soient des habitations semi-enterrées avec un alignement de petits rochers de calcaire à leur périphérie (site de Ufuta III, site de Nakabaru…), il en existe également sans la bordure de pierres, ou qui présentent un pavement de pierres, et qui ne sont pas nécessairement semi-enterrées (le site de  Shinugudō sur l’île de Miyagi comporte quarante-deux habitations semi-enterrées, avec ou sans bordure de pierres, et douze habitations avec un pavement de pierres). Tous ces types sont présents au Kaizuka Ancien Phase V et la chronologie fine de leurs apparitions relatives est toujours en débat.

### Culture matérielle

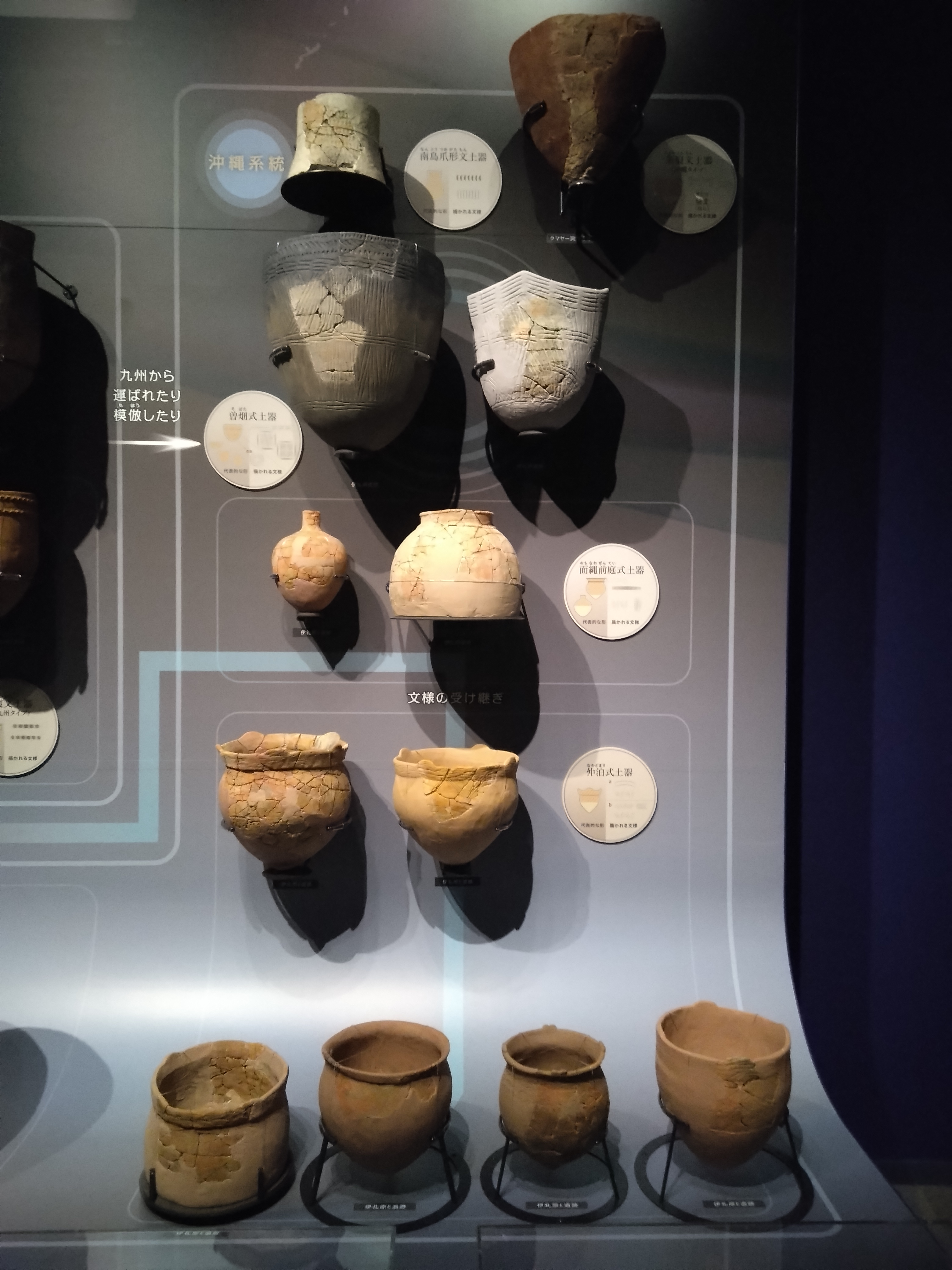
Divers types de poteries du Kaizuka Ancien trouvés sur des sites à Chatan

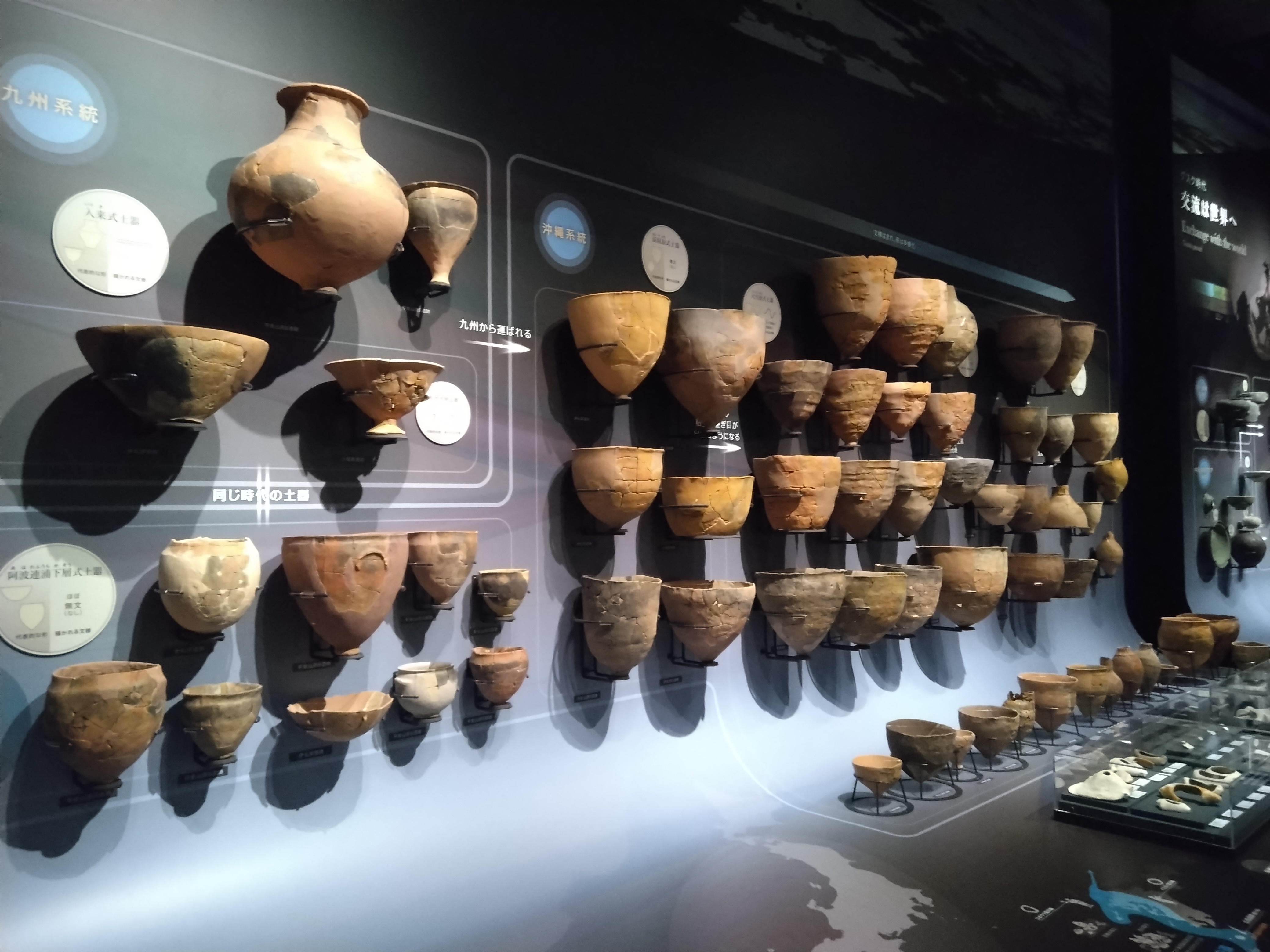
Divers types de poteries du Kaizuka Récent trouvés sur des sites à Chatan

#### Poterie
On a longtemps pensé que la plus ancienne poterie produite à Amami et Okinawa était les types Iha et  Ogidō, qui sont actuellement datés du Kaizuka Ancien Phase IV. Avec la multiplication des fouilles archéologiques, l’introduction de la poterie à Amami et Okinawa est devenue de plus en plus ancienne, et les découvertes récentes la datent autour de 10000 avant le présent, aussi bien à Amami (grotte de Shitabaru) qu’à Okinawa (grotte de Yabuchi).
Des tentatives récentes de classement et nomenclature ont produit la chronologie provisoire suivante pour le Kaizuka Ancien Phase I : types Sekishoku-jōsenmon (rouges avec des motifs striés, 10000 à 7400 avant le présent) → types Yūken-oshibikimon (formes à épaule avec motifs imprimés, 8900 à 8000 avant le présent) → types Mumon-usude (à parois fines et sans décor, 8000 à 6900 avant le présent) → types Nantō-tsumegatamon (décorés d’impressions de doigts ou d’ongles, 7300 à 6600 avant le présent).
Les types Jōkonmon (motifs de marques linéaires) apparaissent pendant la Phase II.
Autant qu’il est possible de le déduire à travers la diffusion des styles céramique, il semble que les sphères culturelles dans les archipels Okinawa et Amami fluctuent beaucoup. Des types locaux avec une forte identité (designs particuliers dans les motifs décoratifs) se développent dès la Phase III (poterie  Murokawa-kasō, poterie Omonawa-zentei…). C’est pendant cette phase également que les formes closes caractéristiques de la jarre tsubo apparaissent et qu’une culture céramique spécifique allant des îles Tokara à l’archipel Okinawa commence à se définir.
Au début de la Phase IV, la sphère culturelle commune semble englober la totalité des archipels Amami et Okinawa, avec des vaisselles en céramique très similaires produites dans l’ensemble de la zone. Malgré des différences dans les terres locales utilisées pour leur production, toutes les poteries présentent un composant très sableux.
Des caractéristiques régionales réapparaissent dès la deuxième moitié de la Phase IV, bien que les sphères culturelles se recoupent : les types Iha, Ogidō et Ōyama sont produits dans l’archipel Okinawa et le sud des îles Amami, et les types Katoku IB et Katoku II dans le nord et le sud des îles Amami. Les îles Amami du sud semblent mélanger les influences des deux sphères culturelles,.
Une identité commune se développe de nouveau pendant la Phase V et est en fait déjà visible dans les similarités entre les derniers exemples de poterie Ōyama et les premiers exemples de poterie Omonawa-seidō dans les îles Amami à la toute fin de la Phase IV. Bien que les types de poterie produits dans les deux zones au tout début de la Phase V soient distincts (Murokawa et Murokawa-jōsō pour Okinawa et Omonawa-seidō et Inutabu pour Amami), ils semblent s’influencer constamment, avec des similarités dans les formes mais des différences dans les motifs décoratifs. La convergence culmine vers le milieu de la Phase V, avec des types tels que Ushuku-jōsō / Uzahama ou Kinen I, communs à Amami et Okinawa. À la fin de la Phase V, la poterie de type Nakabaru introduit de nouvelles formes, tels que des bols peu profonds et des assiettes qui deviendront plus répandues dans le type suivant Aharen'ura-kasō, au Kaizuka Récent.

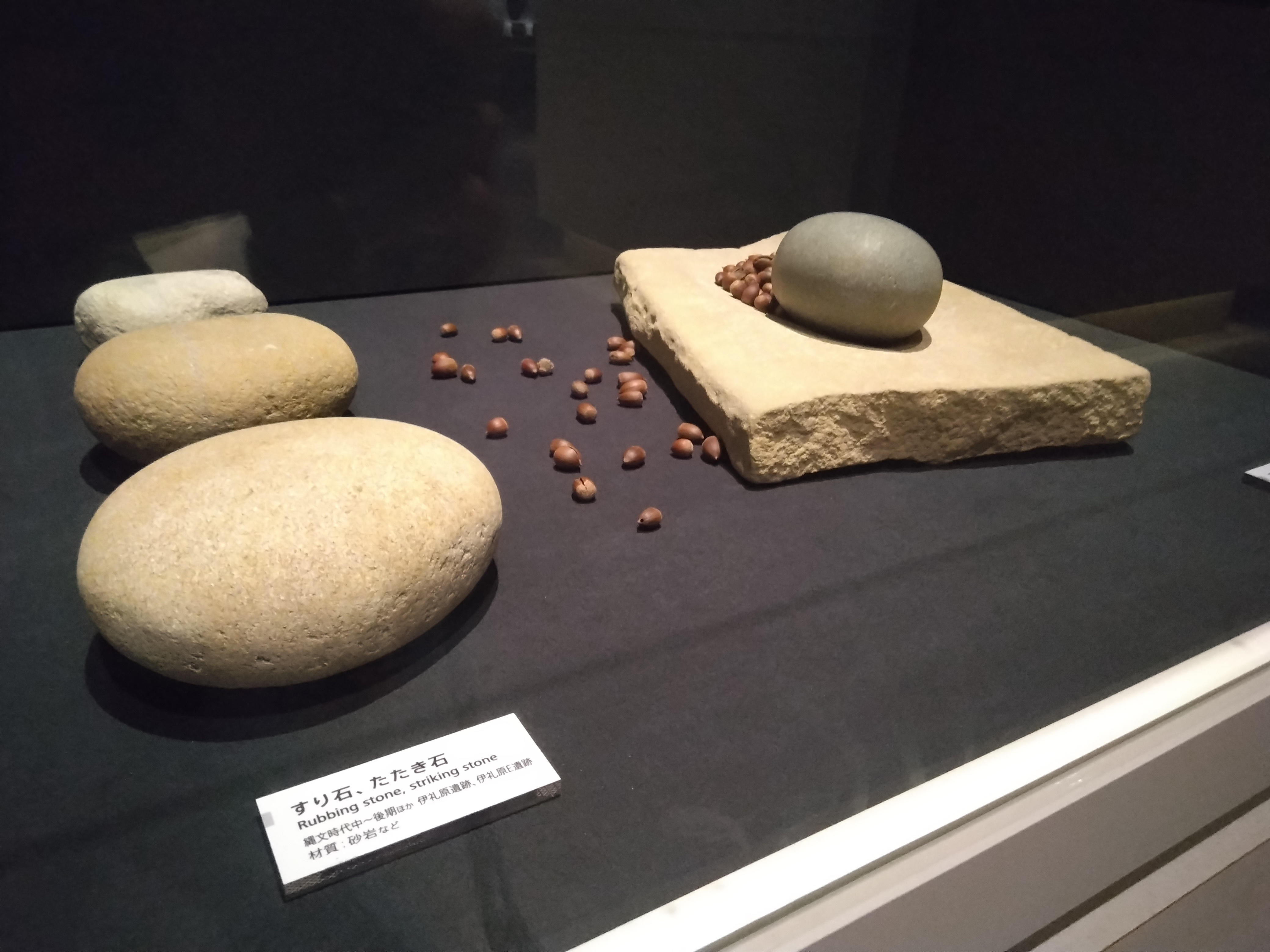
Meules est molettes trouvées sur les sites de la période Kaizuka à Chatan

#### Outillage lithique
L’évolution n’est pas aussi frappante pour les outils en pierre : l’assemblage lithique est pratiquement complet vers la fin de la Phase II et il ne fait que se raffiner pendant les phases suivantes. La plupart des outils sont polis, très peu sont juste taillés. Il n’y a pratiquement pas de débitage par pression,.
Les composants principaux de l’assemblage lithique sont les haches, ainsi que les couples meules / molettes et percuteurs / enclumes. Les molettes peuvent être rondes ou allongées.
Les pointes de flèches en pierre apparaissent dès la Phase I dans les îles Amami et la Phase II dans l’archipel Okinawa, probablement sous l’influence de la culture Jōmon japonaise. Elles restent très rares pendant toute la durée de la période (un à deux exemples par site, quand elles sont présentes),.
Les ciseaux apparaissent pendant la Phase III, de même que les lames fines et des objets en forme de piédestaux circulaires.
Le recyclage est commun et il n’est pas rare qu’une hache brisée soit utilisée comme molette ou percuteur .

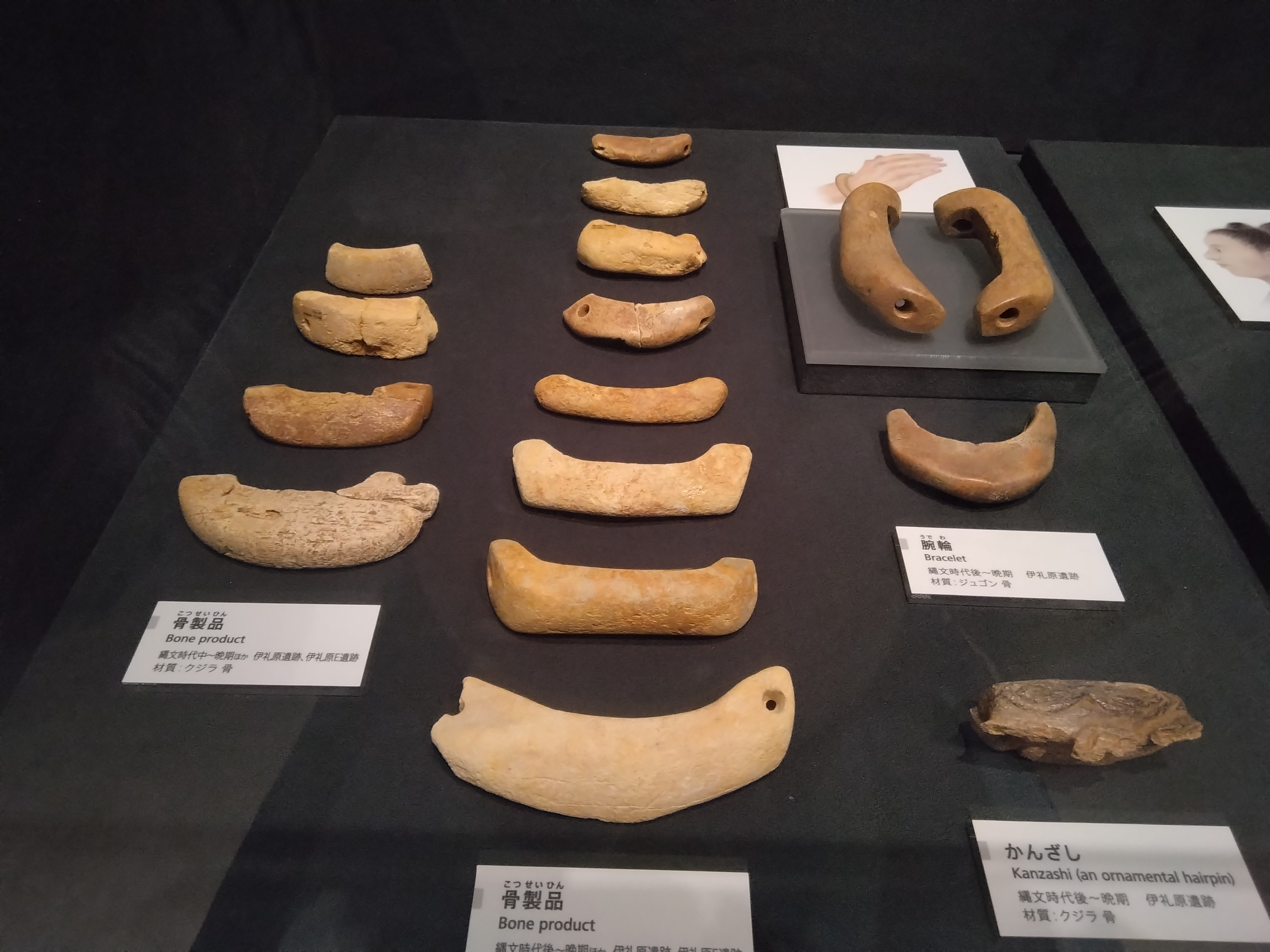
Bracelets composites et épingles à cheveux en os du site de Ireibaru

#### Mobilier en os
Jusqu’à la Phase II, le mobilier en os inclut principalement des pendentifs, essentiellement faits en os de sanglier, ce qui est un point commun avec la culture Jōmon japonaise, bien que les formes soient différentes. À partir de la Phase II, des pendentifs et de grands poinçons sont fabriqués en os de sanglier, de baleine ou de dugong,.
Les aiguilles, des poinçons plus fins et des artefacts plus petits apparaissent pendant la Phase III, probablement en lien avec le raffinement des outils lithiques.
C’est également pendant la Phase III que le nombre et la variété des objets de parure augmentent : perles, pendentifs, parure de cheveux, bracelets… La plupart des objets de parure de la période Kaizuka sont en os ou en coquillage.

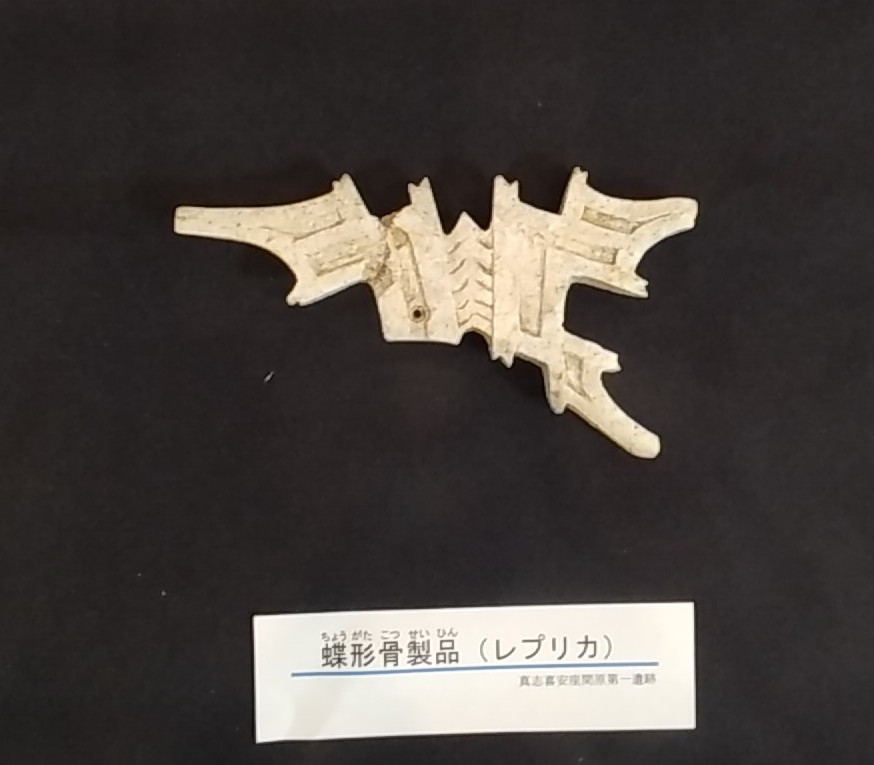
Objet en forme de papillon en os présenté au musée de Ginowan

Des artefacts en os en forme de papillon ou en forme d’animal, qui font partie des objets les plus emblématiques de la période Kaizuka, apparaissent pendant la Phase IV. Ceux en forme de papillon semblent trouver leur origine dans des objets en pierre en forme de papillon qui existent dès la Phase III, alors que les artefacts en forme d’animaux semblent dériver de certaines perles en pierre. Ces objets peuvent être faits d’une seule pièce d’os ou en combiner plusieurs. Il semble que les formes les plus simples précèdent les formes complexes, et que la taille augmente avec le temps également. Les os utilisés incluent du sanglier, du poisson, de la baleine et du dugong, mais le dugong est grandement majoritaire.
Les pendentifs de dents de requin, un autre élément de parure caractéristique de la culture Kaizuka, apparaissent dès la Phase III. Ils peuvent être faits à partir de dents de requin fossiles (présentes dans la Strate Shimajiri, dans le centre et le sud de l’île d’Okinawa) ou de dents fraîches. À partir de la Phase IV, des pendentifs en coquillage, os ou pierre imitent la forme de la dent de requin,,.

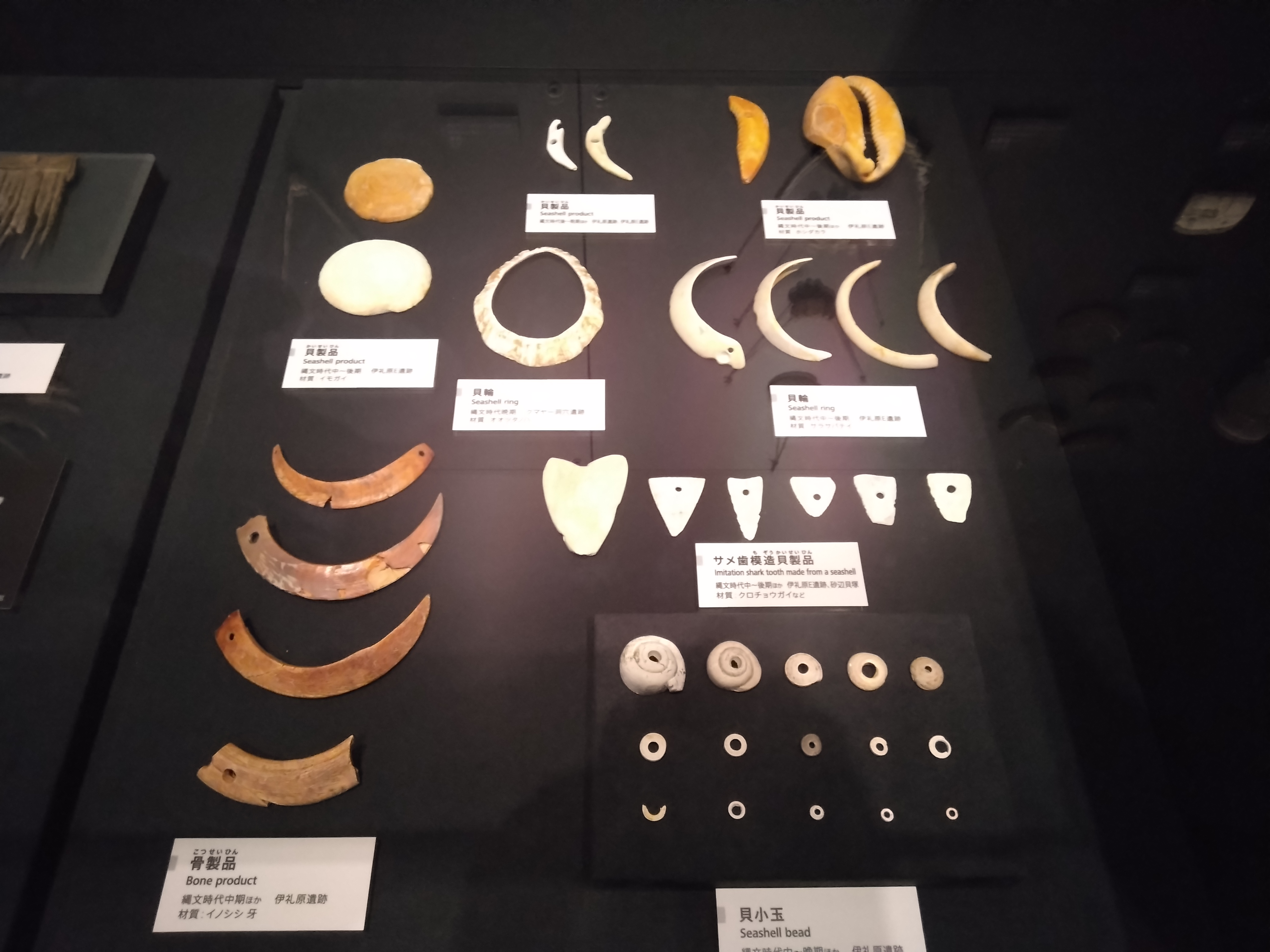
Éléments de parure en os et en coquillage des sites de la période Kaizuka de Chatan

#### Mobilier en coquillage
Le mobilier en coquillage est très commun dès le début du Kaizuka Ancien. Il s’agit d’un composant très important de l’assemblage.
Pendant la Phase I, des outils en coquillage qui ressemblent à des imitations de pointes de projectiles en pierre ont été trouvés sur des sites très anciens tels que les grottes de Yabuchi ou Bugeidō. Ces artefacts ne sont plus produits après la Phase I.
Les cuillères et grattoirs faits à partir de turban vert (Turbo marmoratus) ou de son opercule sont très communs. Une très grande variété de coquillages est utilisée pour la production de perles et de pendentifs, ainsi que de bracelets, qui sont emblématiques de la culture Kaizuka,.
À partir de la Phase III, les objets deviennent plus petits, plus raffinés et plus polis. Les perles en coquillage en particulier sont très miniaturisées. Il y a également une diversification dans les coquillages utilisés, probablement due au développement des récifs coralliens. Des objets interprétés comme des poids de filets, essentiellement des bivalves percés, apparaissent pendant cette phase également et suggèrent le développement de nouvelles techniques de pêche. Des contenants caractéristiques de la culture Kaizuka, probablement utilisés pour faire bouillir de l’eau et nommés « bouilloires en coquillage », fabriqués à partir de coquilles de triton géant, apparaissent également lors de la Phase III .

### Commerce
Les échanges au sein de la sphère de la culture Kaizuka sont particulièrement bien illustrés par la diffusion de types céramique communs dans l’ensemble de la région. Il semble qu’à certaines périodes, des types de poterie étaient produits dans une zone locale limitée mais distribués dans toute la sphère culturelle.
De très larges quantités de pierres allogènes, non travaillées, sont retrouvées sur les sites de l’archipel Okinawa, en provenance d’endroits variés, et parfois d’îles différentes dès le Kaizuka Ancien Phase I.
Le silex provient de la Péninsule de Motobu et est retrouvé dans des sites sur la totalité de l’île d’Okinawa dès le Kaizuka Ancien Phase II. L’andésite provient de l’île de Kume. La phyllite verte et le schiste, utilisés pour la fabrication des haches en pierre, ainsi que le grès, utilisé pour les molettes / percuteurs et meules / enclumes, sont abondants dans le nord de l’île d’Okinawa et les îles de l‘archipel Kerama. La dolérite, également utilisée pour la fabrication de haches, est très rare sur l’île d’Okinawa, et doit avoir été importée depuis les îles de l’archipel Kerama ou même les îles de Tokunoshima ou Amami.
Des sites archéologiques ont également livré des tessons de poterie importée depuis le Japon, montrant que des relations à l’extérieur de la sphère culturelle kaizuka existaient même aux époques anciennes.
De la poterie de type Sobata, produite sur l’île de Kyūshū, est trouvée sur les sites de la Phase III. De la poterie Sobata produite localement existe également sur Okinawa (sites de Ufudōbaru, Toguchi-agaribaru, Ireibaru).
De la poterie de type Ichiki, produite dans le sud de l’île de Kyūshū, est souvent retrouvée sur les sites du début du Kaizuka Ancien Phase IV, dans les archipels Amami et Okinawa.
Des outils en obsidienne, essentiellement en provenance du Mont Koshi-dake, une montagne de l’ouest de Kyūshū, sont également retrouvés sur les sites du Kaizuka Ancien dans les archipels Amami et Okinawa, dès la Phase IV. L’obsidienne est principalement utilisée pour la production de pointes de projectiles,. Du jade japonais est également retrouvé sur les sites de la période.

### Pratiques funéraires
On a retrouvé très peu de tombes datant des premières phases du Kaizuka Ancien. Une découverte récente dans la grotte de Sakitari a été attribuée au Kaizuka Ancien Phase I. Il s’agit probablement d’une simple tombe en fosse en pleine terre. Les découvertes sont plus nombreuses à partir de la Phase IV. Elles montrent une grande variété de pratiques funéraires, avec des ossements humains retrouvés dans des abris-sous-roche, en inhumation primaire ou secondaire. Les os peuvent avoir été brûlés. L’habitude de déposer des tridacnes géants avec le corps du défunt, qui perdure pendant toute la période Kaizuka, est documentée dès le Kaizuka Ancien Phase IV,.

## Kaizuka Récent
Le Kaizuka Récent commence vers 300 av. J.-C. et dure jusqu’à l’adoption de l’agriculture pendant la période Gusuku, vers le XIe ou XIIe siècle. Sa caractéristique principale est le développement du commerce, d’abord avec les îles japonaises, puis avec la Chine. Ce commerce important est appelé « commerce de la route des coquillages »,.

### Économie de subsistance
Il n’y a pas de changement fondamental dans l’économie de subsistance pendant le Kaizuka Récent, ni pendant la Phase I, ni pendant la Phase II. La subsistance est toujours basée sur la collecte des fruits à écale, et la source de protéines principale reste les ressources marines,.
Les coquillages sont toujours un élément important du régime alimentaire. Ils sont acquis dans les zones autour des récifs de corail. Il s’agit également de la zone qui fournit les poissons retrouvés en contexte archéologique. Dans l’archipel Okinawa, les poissons-perroquets sont les principales espèces consommées, alors que dans les îles Amami les espèces sont plus variées. Cela pourrait être dû à la différence de développement des récifs coralliens dans les deux régions, ou à des différences de techniques de pêche. Les mammifères terrestres, comme le sanglier, sont également occasionnellement chassés.

### Habitats
Pendant le Kaizuka Récent Phase I, les habitats se rapprochent de nouveau des côtes, au sommet des dunes de sable,. Il n’est pas évident d’affirmer si ce changement est lié à l’établissement du commerce des coquillages, à un changement du régime alimentaire, à la nécessité d’être plus proche des récifs pour en réclamer la propriété...
Les huttes semi-enterrées continuent d’exister, mais les habitations changent graduellement pour des bâtiments à poteaux qui ne sont plus enterrés, qui deviennent la norme au Kaizuka Récent Phase II. Les bâtiments sont rectangulaires et identifiés en fouilles par des alignements de trous de poteaux. Au départ, les alignements de trous de poteaux et les formes des bâtiments sont irréguliers : les poteaux commencent uniquement à être espacés régulièrement au VIIIe siècle,,.

### Culture matérielle

#### Poterie

##### Phase I
La poterie devient plus grossière, moins décorée et la variété des types diminue, malgré la longueur de la période. Elle est néanmoins stylistiquement et technologiquement dérivée de la poterie du Kaizuka Ancien. Pendant la Phase I, les types de poterie caractéristiques  sont des pots non décorés avec des bases pointues dans l’archipel Okinawa et des pots avec des motifs incisés et des piédestaux dans les îles Amami,.
Au tout début de la période, jusqu’au début de notre ère environ, il y a également des pots non décorés avec base pointue dans les îles Amami, mais vers le début de notre ère, sous l’influence des communautés agricoles du nord, la poterie subit une évolution drastique vers des pots à décor incisé avec piédestal, qui seront caractéristiques de l’assemblage céramique d’Amami pour le reste de la Phase I. Ces types de poterie sont souvent nommés « les types Amami ».
Les pots dans l’archipel Okinawa n’étant pas décorés, les typologies sont essentiellement basées sur des différences dans les proportions, et sont moins détaillées que pour le Kaizuka Ancien. À la fin de la Phase I, les pots ont tendance à devenir plus gros. Il est possible que l’influence des derniers types Amami soit à l’origine de l’évolution des fonds pointus vers des « fonds plats resserrés », qui seront caractéristiques du Kaizuka Récent Phase II.

##### Phase II
La poterie produite pendant le Kaizuka Récent Phase II est appelée type à « fonds plats resserrés » (くびれ平底土器). Cette poterie est trouvée autant à Amami qu’à Okinawa, mais avec des différences régionales.
Le type Kaneku est produit jusqu’à la fin du Xe siècle dans le nord de l’île d’Amami-Ōshima, avant d’être remplacé par de la poterie Hajiki d’influence japonaise, et jusqu’au début du XIe siècle dans les îles Amami du sud (il semble que la production continue même pendant la période Gusuku).

Une version locale de poterie Hajiki est produite à Amami dès la fin du IXe siècle, qui est considérée comme un possible ancêtre pour les jarres en poterie gusuku de la période suivante.
Dans l’archipel Okinawa, le type Akajanga est produit entre la fin du VIe siècle et le IXe siècle, et le type Fensa-kasō entre le IXe siècle et le début du IXe siècle. Les motifs décoratifs du type  Fensa-kasō se diffusent graduellement vers le nord jusqu’à Tokunoshima. Comme c’est le cas dans les îles Amami, les types de l’archipel Okinawa continuent à être produits pendant la période Gusuku.

#### Outillage lithique
Sur l’île d’Okinawa, la phyllite verte et le schiste, qui étaient les matières premières de prédilection pour la fabrication des haches de pierre pendant le Kaizuka Ancien, sont pratiquement abandonnés en faveur de la dolérite pendant le Kaizuka Récent Phase I. La dolérite est plus difficile à obtenir, mais permet de fabriquer des haches plus grandes et de meilleure qualité. 

À la même période, le nombre de grandes haches de pierre augmente également dans les îles Amami, qui possèdent des sources de dolérite. À Amami, chaque site a livré des haches dont la dolérite provient d’une unique source, suggérant que chaque communauté avait un monopole sur une source précise de dolérite. Bien que les populations de la culture Kaizuka ne pratiquent pas l’agriculture, il est possible que l’adoption de haches plus larges soit une influence des populations agricoles voisines.
Les outils lithiques sont rares pour le Kaizuka Récent Phase II, autant dans les îles Amami que dans l’archipel Okinawa. La plupart sont des meules et des molettes, avec quelques haches de pierre polies, uniquement à Okinawa. C’est probablement dû à un remplacement par un outillage métallique qui à commencé pendant la phase précédente.

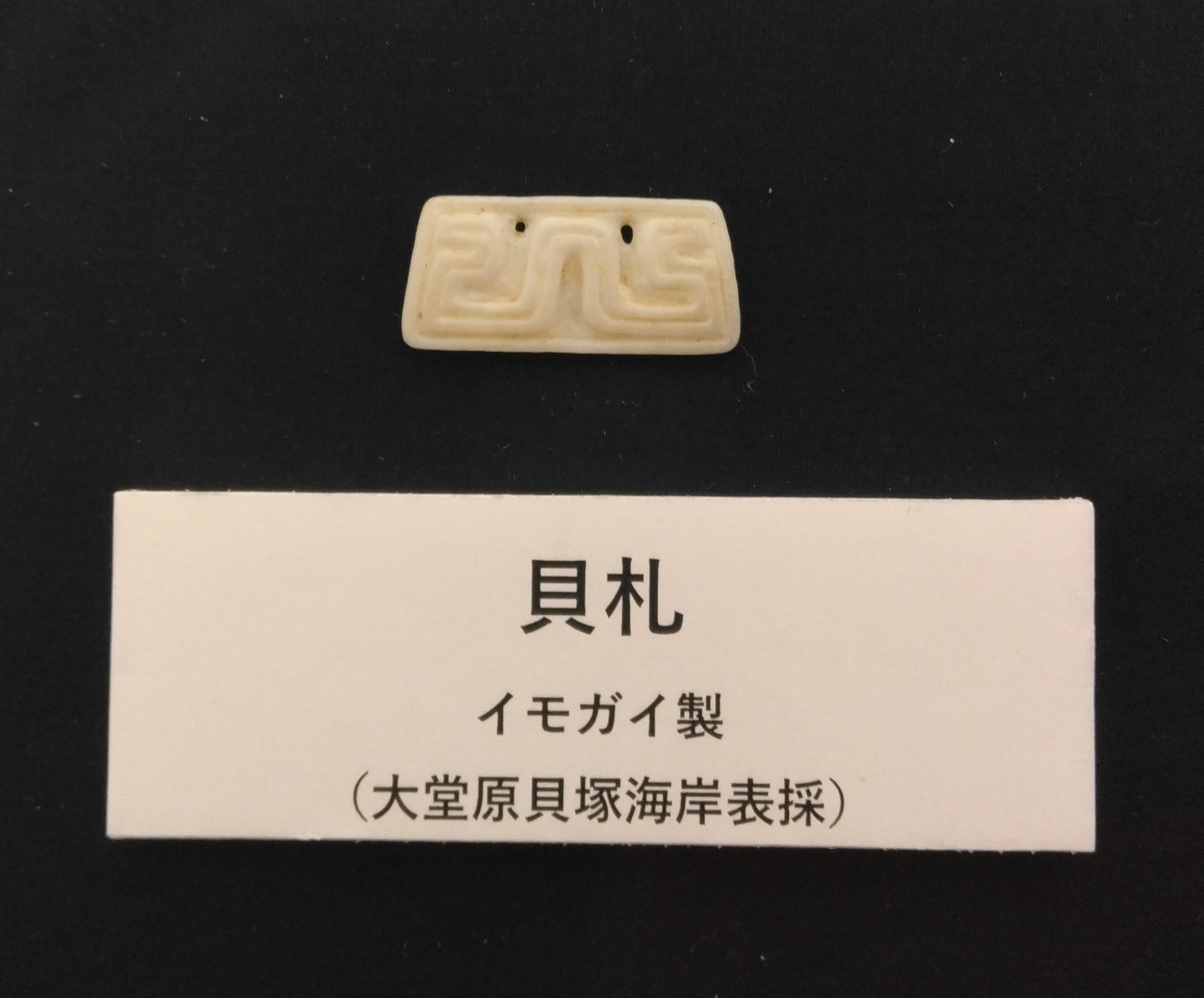
Amulette en coquillage de la période Kaizuka présentée au musée de Nago

#### Mobilier en coquillage
L’utilisation d’éléments de parure en coquillage persiste pendant le Kaizuka Récent, mais leur variété et leur nombre diminue drastiquement comparé à la période précédente.
Bien que les bracelets en coquillages de l’archipel Okinawa soient célèbres pour avoir été trouvés dans les îles japonaises, ils sont également fréquemment trouvés dans l’archipel Okinawa sur les sites du Kaizuka Récent Phase I. Ils ne semblent pas être présents dans l’assemblage après que le commerce des coquillages avec le Japon s’effondre.
Les artefacts en coquillage les plus communs et les plus étudiés pour le Kaizuka Récent Phase II sont les amulettes en coquillage (貝礼, kaifu) de type Hirota-josō et les artefacts fabriqués à partir de turban vert.
Les amulettes sont retrouvées dans les îles Amami et l’archipel Okinawa entre le VIe siècle et le IXe siècle.
Les objets perforés et les cuillères en coquillage fabriqués à partir de turban vert sont trouvés en quantités plus importantes dans les îles Amami pendant le Kaizuka Récent Phase II. De grandes quantités de coquillages non travaillés ont également été retrouvés sur plusieurs sites d’Amami-Ōshima pour cette période, probablement stockés dans le but de commercer avec le Japon.

#### Mobilier métallique
Il y a eu très peu de découvertes de mobilier métallique daté du Kaizuka Récent dans l’archipel Okinawa. Dans les îles Amami, pendant le Kaizuka Récent Phase II, le mobilier métallique inclut essentiellement des outils pour la pêche (hameçons et lames interprétées comme des outils pour détacher les coquillages des rochers). Les lames de la fin de la période sont d’une forme particulière aux archipels Okinawa et Amami, qui perdurera pendant la période Gusuku.
La production locale de mobilier métallique commence dans les îles Amami dès le Kaizuka Récent Phase II, vers la fin du IXe siècle. Des tuyères ont été découvertes dans des sites de cette période. On pense que les techniques acquises à Amami à cette période se sont ensuite diffusé vers le sud, dans l’archipel Okinawa, pendant la période Gusuku.

### Commerce
Bien que les échanges avec les îles japonaises au nord existent déjà pendant le Kaizuka Ancien, ils se développent pour devenir un commerce de grande ampleur pendant le Kaizuka Récent. Comme suggéré par le nom de « commerce de la route des coquillages », les principaux produits recherché par les populations agricoles du Japon étaient les grands coquillages tropicaux qui peuvent être trouvés dans les récifs coralliens de l’archipel Okinawa. Ils les échangeaient contre des vaisselles en poterie (éventuellement remplies de nourriture), des outils en fer (haches, pointes de projectile), des miroirs en bronze, des perles en verre, des outils en pierre ou des monnaies. On connaît au moins trente-sept sites de cette période (Aharen'ura, Anchi-no-ue…) qui ont livré des caches de ces coquillages (pour un total de cent-cinquante-et-une caches) dans l’archipel Okinawa. Des bracelets en coquillages provenant de l’archipel Ryūkyū ont été trouvés dans soixante sites sur l’île de Kyūshū,,.
Au début du Kaizuka Récent Phase I, une route commerciale a été établie pour envoyer des conques et des cônes vers le nord de Kyūshū, où ils étaient transformés en bracelets et autres éléments de parure et envoyés jusqu’à l’île d’Hokkaidō. Des preuves du production de bracelets en coquillage ont été trouvées sur le site de Takahashi (ville de Minamisatsuma) sur la péninsule de Satsuma,. Les bracelets en coquillage perdent leur popularité au Japon après quelques siècles (vers 100-300 apr. J.-C.) avec l’introduction de bracelets en cuivre. En conséquence, la quantité de poterie japonaise trouvée dans les archipels Amami et Okinawa après cette période diminue de manière drastique. Cependant, la quantité de poterie de l’archipel Okinawa trouvé dans les îles Amami et de poterie d’Amami trouvée à Okinawa augmente, montrant une évolution des relations commerciales. C’est à cette période également que de la poterie importée, avec un dégraissant fait de talc, apparaît dans l’archipel Okinawa. Il n’a pas été déterminé avec certitude si cette poterie provient de (ou a été très fortement influencée par) la péninsule coréenne ou la Chine continentale,.
Le développement du commerce a probablement engendré des modifications dans la société kaizuka, avec le débarquement fréquent de marchants qui venaient acheter des coquillages, et des gens qui se spécialisaient probablement dans la collecte, le travail et le transport des coquillages. Cependant, les indices de stratification de la société se limitent aux îles les plus au nord de l’archipel Ryūkyū, comme Tokunoshima, pendant la Phase II suivante.
Bien que la popularité des bracelets en coquillages diminue parmi les populations japonaises de la deuxième moitié de la période Yayoi, avec l’avènement de la culture Kofun, les coquillages d’Okinawa regagnent en popularité. Ils se démodent de nouveau au Kofun Récent, quand la demande se fixe sur des bracelets de bronze et de pierre,.
Bien que les conques et les cônes continuent à être exportés pour fabriquer des bracelets ou des éléments de parure pour les chevaux, entre la deuxième moitié du Kaizuka Récent et son stage final le commerce concerne essentiellement les turbans verts. Les turbans verts étaient exploités pour fabriquer des cuillères en coquillage et des coupes à alcool pour le commerce avec le Japon (Yamato) et pour produire de la nacre pour la marqueterie pour le commerce avec Yamato et la Chine,,,. Des turbans verts ont été découverts en grande quantité sur des sites entre le VIe et VIIIe siècle sur Amami-Ōshima, comme  Domori Matsunoto, Yōmisaki ou Kominato Fuwaganeku. Dans l’archipel Okinawa, des turbans verts ont également été découverts en grande quantité sur l’île de Kume. Les sites avec ces grandes quantités de turbans verts sont actuellement assez inégalement répartis, avec une concentration dans le nord d’Amami-Ōshima et sur Kume, et le reste disséminé vers le nord de l’île d’Okinawa, sur Ie et Yonaguni. De nombreuses monnaies chinoises Kaiyuan Tongbao ont été trouvées sur des sites de la même époque sur Kume et il y a diverses théories sur les routes commerciales vers les îles du sud pour cette époque,,.
Vers cette même période, des documents historiques japonais comme le Nihon shoki ou le Shoku nihongi enregistrent des échanges ente la cour de Yamato et les îles de l’archipel Ryūkyū. En 616, l’Impératrice Suiko reçoit une délégation de Yaku (Yakushima). En 677, il y a l’enregistrement d’une visite d’émissaires de Tanegashima à Asuka-dera. En 699, la cour de Yamato reçoit des visiteurs de « Tane, Yaku, Amami et Tokan » (Tanegashima, Yakushima, Amami et Tokunoshima) et en 715 de « Amami, Yaku, Tokan, Shinkaku et Kumi » (Amami, Yakushima, Tokunoshima, Ishigaki et Kume). En 753, il est dit que Jianzhen débarque sur « l’île Akinaha » alors qu’il venait au Japon, qui est identifiée comme l’île d’Okinawa. Après cette période, les noms de lieux dans les îles Ryūkyū disparaissent temporairement des archives japonaises.

### Stage final et transition vers la période Gusuku

#### Habitats
Dans les derniers stages du Kaizuka Récent, vers les Xe – XIe siècles, les habitats présentent une structure ou chaque habitation est couplée avec un bâtiment interprété comme un grenier à plancher surélevé (site de Kushikanekubaru à Chatan, site de Fukidashibaru à Yomitan…). Lors de la période Gusuku suivante, il y aura une tendance à diviser les villages entre une zone résidentielle avec les habitations et une zone de stockage avec les greniers.
Beaucoup de sites de cette période présentent de grandes concentrations de trous de poteaux à partir desquelles il est très difficile de déterminer le plan des habitations qui se recoupent (par ex. le site de Ireibaru D à Chatan).

#### Commerce
Dans les derniers stages du Kaizuka Récent (Xe siècle), la dynastie chinoise des Song du Nord, établie en 960, prend des mesures pour promouvoir le commerce avec les pays environnants. Cela marque le début d’un florissant commerce entre les Song, le Japon, Goryeo et Ryūkyū.
Le site de Gusuku sur l’île de Kikai semble devenir un point nodal dans les relations commerciales entre l’archipel Ryūkyū et le Japon. On y a découvert de la poterie Hajiki de Kyūshū, de la poterie Sue, du céladon Yue, de la porcelaine blanche et des bols en grès à glaçure de cendre datés du IXe au XIe siècle. Il est possible que cela ait engendré des changements dans la société de Kikai, marquant la fin de la période Kaizuka et la transition vers la période Gusuku.

#### Transition vers la période Gusuku
La période Gusuku est marquée par la diffusion de l’agriculture et une augmentation remarquable de la population. Le mobilier emblématique de la période Gusuku inclut céladons et porcelaines chinoises, céramique Kamuiyaki de l’île Tokunoshima et pots en talc de Nagasaki (sur l’île de Kyūshū). Cet assemblage est trouvé dans les archipels Amami, Okinawa et Sakishima.
Le site de Gusuku, sur Kikai, semble avoir été fondamental pour le développement de la culture Gusuku. Il semble que la culture est née dans le nord de l’archipel Ryūkyū et s’est étendue vers le sud, avant de prospérer sur l’île d’Okinawa vers le XIIe siècle. La céramologie montre que la culture Gusuku a été adoptée assez rapidement sur certaines îles, et assez lentement sur d’autres, peut-être dû à des différences entre des régions avec une adoption accompagnée d’une immigration et d’autres avec une diffusion locale.